# By-pass de València
El By-pass de València (o circumval·lació de València) és una autovia de circumval·lació o ronda que rodeja la primera corona de l'Àrea Metropolitana de València. Es tracta de l'autovia A-7 que dibuixa un arc obert a la mar amb la ciutat al centre de l'espai entre els dos extrems de l'arc: pel nord Puçol i pel sud Picassent; l'interior de l'arc coincideix amb la interjecció amb l'A-3 a l'altura del polígon industrial de l'Oliveral (Riba-roja de Túria).

## Traçat
Pel by-pass de València discorre l'A-7. Comença en l'enllaç de la A-7 amb l'AP-7, la V-21 i la V-23. Circunvala Puçol i a partir d'ací, s'endinsa cap a l'interior passant prop de les següents poblacions importants: Rafelbunyol, (on enllaça amb la CV-32), Montcada, Nàquera i Bétera. A l'eixida següent de la de Bétera, enllaça amb la CV-35 (Autovia de Llíria). Segueix cap a l'interior i enllaça amb la V-30 i després passa prop de Loriguilla i enllaça amb l'A-3 (Autovia de l'Est). El següent enllaç és amb la CV-36 (Autovia de Torrent). També passa prop de Torrent (Horta Oest), Picassent i Alcàsser (Horta Sud). Finalitza en l'enllaç de l'A-7 amb la V-31 i l'AP-7/N-332. Llavors, l'A-7 segueix per l'interior.